# Sint-Franciscuskerk (Weert)
De Sint-Franciscuskerk was een rooms-katholiek kerkgebouw in de Nederlandse plaats Weert, gelegen aan De Biest 43a, in de Nederlandse gemeente Weert.

## Geschiedenis
Nadat, in 1954, de Paterskerk was bestemd tot rectoraatskerk voor de bevolking van de snelgroeiende wijk Biest, bleek deze kerk al snel te klein. Uitbreiding van de Paterskerk was niet mogelijk, want daarmee zou het monument te zeer beschadigd worden en het zou bovendien ook financieel niet haalbaar zijn.
In 1962 begon men daarom met de bouw van een nieuwe kerk op het terrein van het Minderbroedersklooster. In 1963 werd de kerk ingewijd. Architecten waren Bart Salemans en Anton Swinkels.
Het betreft een doosvormige kerk in modernistische stijl. De klokken hangen in drie betonnen bogen. Er is een breed venster in kleurig glas in beton.
In 2012 werd de kerk onttrokken aan de eredienst, maar in 2014 kreeg het gebouw een nieuwe maatschappelijke functie. Er werd een Franciscushuis ingericht, dat sociale en culturele doeleinden nastreeft.